# El Mariachi (serie)
El Mariachi es una serie de televisión de drama, acción y suspenso creada por Darío Vanegas y Lina Uribe basada en la película estadounidense de 1993 del mismo nombre dirigida por Robert Rodriguez. producida por Teleset y Sony Pictures Television para AXN en Latinoamérica. Está protagonizada por Iván Arana y Martha Higareda como personajes principales.

## Sinopsis
Martín, joven que es llevado a prisión por equivocación. Allí, iniciará una honesta amistad con dos reclusos para enfrentar los peligros de la cárcel, salvar su vida y recuperar su libertad. En medio de este caos, Martin conoce al amor de su vida, Celeste, quien lo creerá culpable de haber cometido un asesinato. Martín luchará para desenmascarar a quienes lo hicieron ir a prisión y para recuperar su honra y a la mujer que ama.

## Argumento
Martín Aguirre es un mecánico que sueña con convertirse en mariachi y en la búsqueda de su sueño se encuentra con lo que serán sus mayores problemas. Un día es confundido por un fugitivo legendario y por error se ve involucrado en una guerra sangrienta entre dos carteles rivales.
Para salvar su vida, es forzado por uno de los grupos narcotraficantes a hacerse pasar por un asesino y así poder infiltrarse en el otro cartel. En medio del caos, conoce al amor de su vida: Celeste Sandoval, la hermosa y joven sobrina de uno de los líderes del cartel. Ahora Martín luchará para desenmascarar a quienes lo hicieron ir a prisión, por recuperar su honra y ganar a la mujer que ama.

## Reparto
- Iván Arana ... Martín Aguirre "El Mariachi"
- Martha Higareda ... Celeste Sandoval
- Julio Bracho ... Fernando Sandoval
- Pablo Abitia ... José María Landino 'El Payo'
- Gustavo Sánchez Parra ... El Buitre
- Manuel Balbi ... Víctor Cruz
- Enoc Leaño ... Mario Urdaneta "El Barracuda"
- Gerardo Taracena ... Mauro Tapias
- Marcela Álvarez ... María
- Mario Alberto ... Ricky
- Pascacio López ... Irenarco Ayala 'Tarzán'
- Carlos Corona ... Julio Barroso'El Cura'
- Alfredo Herrera ... El Coyote
- Francisco Vázquez ... El Patrón
- Gabriela Zamora ... Nelly
- Priscila Lepe...	Guadalupe 'Lupe' Rivera
- Patricia Rozitchner ... Clemencia de Sandoval
- Evangelina Martínez ... Berenice
- Marco Zetina ... Aníbal
- Mariane Cartas ... La Toña
- Pablo Astiazarán ... Adrián
- Rocío García ... Vicky
- Eva Lilian ... Joselyn
- Mauricio Garza ... José Aníbal 'El Chepe'
- Ángel Gaudi ... Trabajador de funeraria
- Paulo Galindo ... Reportero
- Daniel Ledesma ... Armando
- Carlos Marroquín ... Cabrera
- Antonio Monroi ... Mauro Tapias
- Ernesto Gómez Cruz ... Enfren Tapias
- Rodolfo Páez ... Chiky
- Luis Rosales ... Músico
- Salvador Rojas ... El Barbas
- José Luis Velázquez ... El Chino
- Erik Guecha ... Oficial López
- José Lam ... Oficial
- Nacho Tapia ... Oficial Montero
- Marcelo Hernández	... Prisionero
- Miguel Mena ... Prisionero
- David Chavira ... Matón
- Emilio Galván ... Matón
- Israel Gutiérrez ... Sicario
- Kal-el Santos ...	Sicario
- Eduardo Sotomayor	... Sicario
- César René Vigné ... Pistolero del Buitre
- Alejandro Calva ... Don Héctor
- Ariane Pellicer ... "La Coronela"
- Ernesto Gómez Cruz
- Ana Luisa Peluffo
- José Lambarri ... Teniente Robles
- Emilio Savinni
- Juan Carlos Vives
- Irineo Álvarez ... Pedro Molina
- Tizoc Arroyo ... Emiliano
- Mario Almada
- Roberto Sosa
- Hugo Stiglitz
- Gilberto Alanís
- Víctor Hugo Arana
- Pedro Giunti
- José Yasdegardo